# Cape D'Aguilar
Cape D'Aguilar (kinesiska: 鶴咀, 鹤咀) är en udde i Hongkong (Kina). Den ligger i den centrala delen av Hongkong.
Terrängen inåt land är huvudsakligen kuperad, men åt sydost är den platt. Havet är nära Cape D'Aguilar åt sydost.  Centrala Hongkong ligger 13,6 km nordväst om Cape D'Aguilar. 